# توسنس
توسنس (به آلمانی: Tösens) یک سکونتگاه مسکونی در اتریش است که در Landeck District واقع شده‌است.

## خصوصیات
توسنس ۳۱٫۱ کیلومترمربع مساحت دارد ۹۳۰ متر بالاتر از سطح دریا واقع شده‌است.